# Pulverspanner
Der Pulverspanner (Plagodis pulveraria), auch als Heckenkirschenspanner bezeichnet, ist ein Schmetterling (Nachtfalter) aus der Familie der Spanner (Geometridae).

## Merkmale

### Falter
Die Flügelspannweite der Falter beträgt 28 bis 38 Millimeter. Ihre Grundfärbung reicht von gelblich über graubraun bis zu rotbraun. Sie zeigen auf den Vorderflügeln ein verdunkeltes Mittelfeld, das sich von der Mitte bis zum Vorderrand verschmälert und von dunklen Querlinien begrenzt wird. Die Hinterflügel schimmern in der Farbe der  Vorderflügel und zeigen eine zuweilen undeutliche Querlinie. Die Fühler der Männchen sind doppelt gekämmt, diejenigen der Weibchen schwach sägezähnig.

### Ei
Das Ei ist gelblich mit roten Flecken oder einfarbig dunkelrot. Es hat eine ovale Form und ist mit einem sehr feinen Netzwerk überzogen.

### Raupe
Die Raupen sind rötlich braun oder purpurgrau gefärbt, haben eine gelbliche Sprenkelung und doppelte, gewellte, braune Seitenlinien. Auf dem neunten Segment ist ein flacher Querhöcker zu erkennen.

### Puppe
Die rotbraune Puppe ist glatt und gestreckt. Am breiten Kremaster befinden sich drei sehr kleine Borsten.

### Ähnliche Arten
Eine gewisse Ähnlichkeit besteht zum Braunen Nadelwald-Spanner (Pungeleria capreolaria), der jedoch einen deutlichen Teilungsstrich in der Vorderflügelspitze sowie einen schwarzen Diskalfleck zeigt.

## Geographische Verbreitung und Vorkommen
Der Pulverspanner ist in Europa und Asien verbreitet und kommt auch in Nordamerika vor. In den Alpen steigt er bis auf 2000 Meter. Die Art ist in Laubmischwäldern, Gebüschheiden und waldigen Heidelbeerflächen zu finden.

## Lebensweise
Die Falter fliegen in einer ersten Generation von Ende März bis Ende Juni sowie von Anfang Juli bis Ende August in einer kleineren zweiten Generation. Sie lassen sich nachts durch künstliches Licht anlocken. Die Raupen ernähren sich von den Blättern verschiedener Laubholzarten, dazu zählen: Hasel (Corylus avellana), Gewöhnliche Traubenkirsche (Prunus padus), Eberesche (Sorbus aucuparia) sowie Weiden- (Salix), Erlen- (Alnus), Birken- (Betula) und Eichenarten (Quercus), außerdem Heidelbeere (Vaccinium myrtillus). Die Puppen überwintern.

## Gefährdung
Der Pulverspanner wird auf der Roten Liste gefährdeter Arten als nicht gefährdet geführt.